# International Color Consortium
Het International Color Consortium werd in 1993 opgericht door een achttal bedrijven actief in de sector van de digitale beeldverwerking. Het doel is om een open systeem voor "kleurbeheer" in stand te houden dat onafhankelijk is van hardware-fabrikant, besturingssysteem en software-toepassing.
De ICC-standaard laat toe om kleuren zo accuraat mogelijk te behouden tijdens het converteren tussen verschillende applicaties en besturingssysteemen, vanaf het ontwerp tot het uiteindelijke resultaat (het afbeelden op een beeldscherm of gedrukte reproductie). Het ICC-profiel is internationaal aangenomen als ISO-standaard.
Het ICC-profiel beschrijft het kleurgedrag van een specifiek toestel of de kijkcondities voor het converteren van kleuren tussen de kleurruimte van het bron-toestel en het uiteindelijke toestel, met daartussen een kleurruimte (profile connection space of PCS) die niet afhangt van de gebruikte apparatuur.
Het ICC beschrijft de structuur van een profiel maar legt geen algoritmes of verwerkingsdetails vast. Dit betekent dat er speelruimte is voor verschillende applicaties en systemen die werken met deze ICC-profielen.

## ICC-profiel specificaties
| Profiel versie | Specificaties                                      | Nota                                                        |
| -------------- | -------------------------------------------------- | ----------------------------------------------------------- |
| 2.0.0          | ICC 3.0 (jun 1994), 3.01 (mei 1995)                |                                                             |
| 2.1.0          | ICC 3.2 (nov 1995), 3.3 (nov 1996), 3.4 (aug 1997) |                                                             |
| 2.2.0          | ICC.1:1998-09                                      |                                                             |
| 2.3.0          | ICC.1A:1999-04                                     | Addendum op ICC.1:1998-09                                   |
| 2.4.0          | ICC.1:2001-04                                      | Kleine aanpassingen voor web toepassingen van ICC.1:1998-09 |
| 4.0.0          | ICC.1:2001-12                                      | Revisie van ICC.1:2001-04                                   |
| 4.1.0          | ICC.1:2003-09                                      |                                                             |
| 4.2.0          | ICC.1:2004-4                                       | Revisie van ICC.1:2003-09                                   |
| 4.2.0          | ICC.1:2004-10                                      | Revisie van ICC.1:2003-09                                   |
| 4.3.0          | ICC.1:2010-12                                      | Implementatie van ISO 15076-1:2010                          |

## Lidmaatschap
De acht stichtende leden van het ICC zijn Adobe, Agfa, Apple, Kodak, Microsoft, Silicon Graphics, Sun Microsystems, en Taligent.
Sun Microsystems, Silicon Graphics en Taligent hebben ondertussen de organisatie verlaten maar zijn ondertussen opgevolgd door een aantal andere bedrijven waaronder Canon, Fuji, Fujitsu, Hewlett-Packard, Lexmark, Sun Chemical, en X-Rite.
In januari 2014 is het aantal leden gegroeid tot 61 met naast stichtende leden ook gewone leden en onderzoeksinstituten en universiteiten. Naast leden uit de wereld van de fotografie, grafische wereld en verfindustrie, zijn er ook leden als MathWorks en Sony Corporation toegetreden